# Turbo BASIC
Este artículo es sobre el software para MS-DOS; para el lenguaje de los microcomputadores Atari de 8 bits, véase Turbo-BASIC XL.
Turbo Basic es un compilador de BASIC desarrollado por Borland en 1987. Se caracteriza por tener funciones gráficas. Fue uno de los últimos BASIC antes de la aparición de Visual Basic. Tiene la característica de ser compatible con el QuickBASIC de Microsoft, hasta el punto de que un libro de referencia del Turbo Basic se puede usar perfectamente para programar en QuickBasic.
El compilador fue creado por Bob Zale, a quien Borland compró los derechos. Cuando Borland decidió abandonar la línea de Turbo BASIC, Zale compró nuevamente los derechos para continuarlo mejorando y comercializarlo bajo el nombre de PowerBASIC a partir de 1989.

## Ejemplo de código
```
 
INPUT
 
"Escribe tu nombre: "
,
 
N$

 
PRINT
 
"Hola "
;
 
N$

 
DO

   
S$
 
=
 
""

   
INPUT
 
"Cuantas estrellas quieres dibujar"
;
 
S

   
FOR
 
I
 
=
 
1
 
TO
 
S

     
S$
 
=
 
S$
 
+
 
"*"

   
NEXT
 
I

   
PRINT
 
S$

   
DO

     
INPUT
 
"Mas estrellas (S/N)"
;
 
Q$

   
LOOP
 
WHILE
 
LEN
(
Q$
)
 
=
 
0

   
Q$
 
=
 
LEFT$
(
Q$
,
 
1
)

 
LOOP
 
WHILE
 
(
Q$
 
=
 
"S"
)
 
OR
 
(
Q$
 
=
 
"s"
)

 
PRINT
 
"Hasta luego, "
;
 
N$

```